# Хорватский конституционный референдум (2013)
Конституционный референдум в Хорватии прошёл 1 декабря 2013 года для одобрения внесения поправки в Конституцию Хорватии, согласно которой брак должен определяться как союз между мужчиной и женщиной, что, таким образом, означает фактический запрет однополых браков. На нём был задан вопрос:

Одобряете ли Вы внесение поправки в Конституцию ХР, по которой брак является пожизненным союзом женщины и мужчины?
Оригинальный текст (хорв.)Jeste li za to da se u Ustav RH unese odredba po kojoj je brak životna zajednica žene i muškarca?

За поправку к Конституции высказалось 66 % избирателей при явке 38 %.

## Контекст
Предложение о вынесении вопроса об определении понятия брака на референдум было внесено католической инициативной группой «Во имя семьи» (хорв. U ime obitelji), собравшей более 700 тысяч подписей, необходимых для его проведения. По словам представителей движения «Во имя семьи», сбор подписей для проведения референдума был начат после появления слухов о намерении властей узаконить в стране однополые браки.
8 ноября 2013 года парламент Хорватии поддержал проведение референдума: 104 из 151 депутата высказались за его проведение, 13 человек высказались против и пять парламентариев воздержались.

## Кампания
По словам премьер-министра Хорватии Зорана Милановича, референдум ставит под угрозу право людей на счастье и выбор. Правительство страны, правозащитные организации и ряд общественных деятелей высказались против проведения референдума и призвали людей голосовать против запрета однополых браков. Президент страны Иво Йосипович назвал референдум ненужным и проголосовал «Нет» на вопрос референдума.
Оппозиционная партия «Хорватское демократическое содружество» поддержала введение конституционной поправки. Инициативу также активно поддержала Католическая церковь, к которой относятся почти 90 % населения Хорватии.
Одна из наиболее популярных хорватских газет Jutarnji list объявила, что будет поддерживать кампанию против введения поправки.
- Стенды движения «Во имя семьи» в Загребе
- Плакат кампании за конституционную поправку
- Плакат кампании против конституционной поправки

## Опросы общественного мнения
Опрос, проведённый в июне 2013 года, выявил, что 55,3 % жителей Хорватии высказываются в пользу введения поправки к Конституции, 31,1 % были против.
Опрос в ноябре 2013 года показал, что 54,3 % поддерживают поправку, 33,6 % выступают против при 12,1 % колеблющихся. При этом за поправку выступают 85,7 % сторонников ХДС и лишь 39,5 % сторонников СДП.
Опрос перед референдумом, проведённый государственным каналом HRT, показал, что 59 % избирателей высказались за поправку при 31 % — против.

## Проведение референдума
На референдуме, состоявшемся 1 декабря 2013 года жители страны высказались за конституционный запрет однополых браков. По результатам всенародного голосования 66 % хорватов поддержали введение в Конституцию страны определения брака как союза мужчины и женщины. При этом явка избирателей составила всего лишь 38 %.
Референдум сопровождался масштабными митингами и демонстрациями как со стороны ЛГБТ-активистов, так и со стороны противников однополых браков. Данный референдум стал первым в истории независимой Хорватии (после её выхода из состава Югославии в 1991 году) референдумом, инициированным населением страны.